# 大西貴久
大西 貴久（おおにし たかひさ、1979年1月14日-）は、日本中央競馬会 (JRA) の調教助手。
兵庫県芦屋市出身。所属は美浦トレーニングセンター・古賀慎明厩舎。

## 人物
兵庫県内の高等専門学校に在学中、騎手を目指して乗馬を始めた。高専を中退後オーストラリアに単身で渡航。オーストラリアのQRITC（競馬関係者養成施設）で1年半勉強し、同国の厩舎で1年勤務したが、いったん日本に帰国した。
帰国後は目標を騎手から調教師へと変更し、今度はイギリスにやはり単身で渡航。マーク・プレスコット厩舎で1年間、その後はイギリスよりアメリカ合衆国に移住してジョナサン・シェパード厩舎で半年間勤務した。その後ふたたび日本に帰国し、競馬学校入学を目指して鳥取県の大山ヒルズで2年間勤務した。
大山ヒルズ退職後は三たび日本国外で修業することとなりフランスに単身で渡航。トニー・クラウト厩舎で1か月調教厩務員として勤務後に日本に再々帰国し、競馬学校厩務員課程の入学試験に合格し、その後卒業した。競馬学校卒業時には、模範賞を受賞した。
以前は調教厩務員であったが、2011年春より調教助手となっている。